# جنگ‌افزار دفاع شخصی

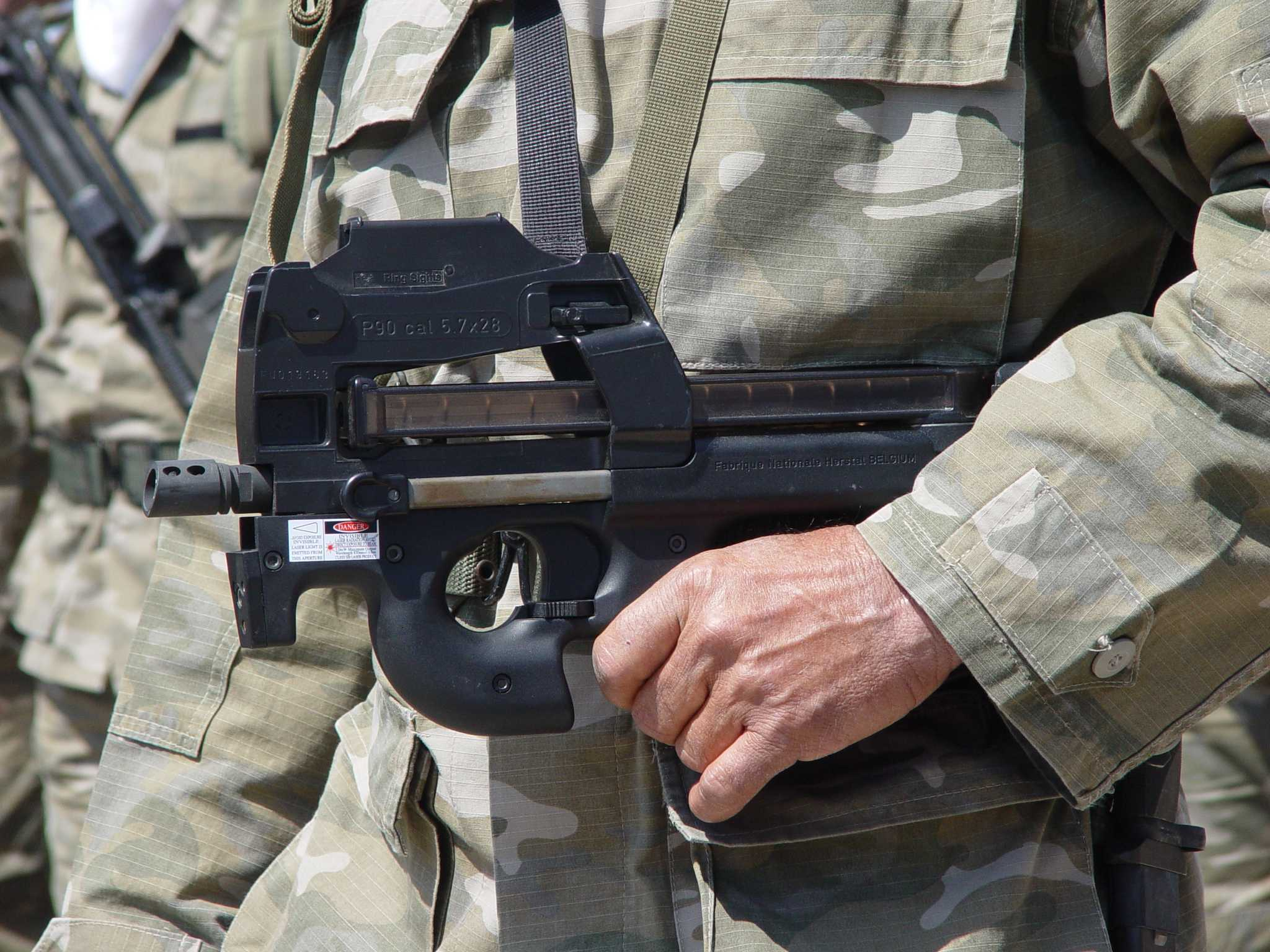
یک قبضه اف‌ان پی۹۰ در دست یک نیروی گارد ملی قبرس

جنگ‌افزار دفاع شخصی (به انگلیسی: Personal defense weapon یا کوتاه‌شده‌اش:PDW) گونه‌ای سلاح گرم خودکار است با کالیبر پایین، خشاب فشرده و شتاب بالا و به‌طور معمول آمیزه‌ای از کارابین و مسلسل دستی. این اسلحه مناسب برای نیروهای پشت جبهه چون مهندسان نظامی، خدمه توپخانه، نیروی مخابراتی و رانندگان می‌باشد. 